# سلول سرتولی
سلول‌های سرتولی (Sertoli cells) یکی از مهم‌ترین سلول‌های بیضه در انسان هستند.
این سلول‌ها هرمی شکلی هستند که به‌طور ناکامل، سلول‌های دودمان اسپرماتوژن را احاطه می‌کنند. قاعدهٔ سلول‌های سرتولی به لایهٔ قاعده ای می‌چسبد و انتهای راسی آن‌ها معمولاً تا مجرای لولهٔ منی ساز امتداد می‌یابد. در زیر میکروسکوپ نوری، حدود سلول سرتولی به‌خوبی مشخص نیست که به علت وجود استطاله‌های (زائده‌های) جانبی متعددی است که سلول‌های اسپرماتوژن را احاطه می‌کنند. بررسی این سلول‌ها به وسیلهٔ میکروسکوپ الکترونی، نشان داده‌است که این سلول‌ها حاوی مقادیر زیادی شبکهٔ آندوپلاسمیک صاف، مقداری شبکه آندوپلاسمیک خشن، یک دستگاه گلژی تکامل یافته و تعداد زیادی میتوکندری و لیزوزوم هستند. هسته، که معمولاً مثلثی به نظر می‌رسد، حاوی تعداد زیادی تورفتگی و یک هستک مشخص است؛ هسته محتوی هتروکروماتین اندکی است.
سلول‌های سرتولی مجاور، در بخش قاعده ای - جانبی سلول توسط اتصالات انسدادی به هم متصل می‌شوند و سد خونی - بیضه ای را تشکیل می‌دهند. اسپرماتوگونی‌ها در یک محوطهٔ قاعده ای قرار می‌گیرند که زیر سد مذکور واقع شده‌است. هنگام اسپرماتوژنز، برخی از سلول‌های حاصل از تقسیم اسپرماتوگونی‌ها، به طریقی از این اتصالات گذشته و در محوطه جنب مجرایی (که بالای سد واقع شده‌است) قرار می‌گیرند. اسپرماتوسیت‌ها و اسپرماتیدها در فرورفتگی‌های عمیق لبه‌های جانبی و راسی سلول‌های سرتولی، در بالای سد، قرار می‌گیرند. اسپرماتیدها در حین تکامل دم تاژکی آن‌ها، شبیه به دسته‌های مویی هستند که از انتهای فوقانی سلول‌های سرتولی خارج شده‌اند. سلول‌های سرتولی بوسیلهٔ اتصالات شکافدار نیز به هم متصل شده‌اند، که خود سبب ایجاد ارتباط یونی و شیمیایی بین سلول‌ها می‌شود: این موضوع ممکن است جهت ایجاد هماهنگی در چرخهٔ بافت پوششی منی ساز دارای اهمیت باشد.
سلول‌های سرتولی در انسان و سایر جانوران در خلال دورهٔ تولید مثل تقسیم نمی‌شوند. آن‌ها در برابر شرایط نامطلوبی مانند عفونت، سوء تغذیه و قرارگیری در معرض پرتو X بسیار مقاومند و به دنبال این تهاجمات میزان بقایشان بسیار بهتر از سلول‌های ردهٔ اسپرماتوژن است.

## کارکردهای سلول‌های سرتولی
- پشتیبانی، حفاظت و تنظیم تغذیهٔ اسپرماتوزوئیدهای در حال تکامل

سلول‌های سری اسپرماتوژن، بوسیلهٔ پل‌های سیتوپلاسمی به یکدیگر متصل هستند. این شبکهٔ سلولی، از لحاظ فیزیکی یه وسیلهٔ انشعاب وسیع سیتوپلاسم سلول‌های سرتولی حمایت می‌شود. چون اسپرماتوسیت‌ها، اسپرماتید‌ها و اسپرماتوزوئیدها، بوسیلهٔ سد خونی-بیضه ای از جریان خون جدا نگه داشته می‌شوند، جهت مبادله موادغذایی و متابولیت‌ها به سلول‌های سرتولی وابسته هستند. سد سلول سرتولی، سلول‌های نطفه ای (sperm cell) در حال تکامل را، در برابر حملهٔ ایمونولوژیک نیز محافظت می‌کند.
- فاگوسیتوز

در حین اسپرمیوژنز، سیتوپلاسم باقی‌ماندهٔ اسپرماتیدها به صورت اجسام باقی‌مانده از آن‌ها جدا می‌گردد. این قطعات سیتوپلاسمی به وسیلهٔ سلول‌های سرتولی فاگوسیته شده و توسط لیزوزوم آن‌ها هضم می‌گردند.
- ترشح

سلول‌های سرتولی به‌طور مداوم مایعی به درون لوله‌های منی ساز ترشح می‌کنند که در جهت مجاری تناسلی جریان یافته و برای حمل اسپرم بکار می‌رود. ترشح یک ABP توسط سلول‌های سرتولی، تحت کنترلFSH و تستوسترون است و عمل آن، تغلیظ تستوسترون در درون لوله‌های منی ساز (که در آن جا جهت اسپرماتوژنز ضروری است)، می‌باشد. سلول‌های سرتولی قادر به تبدیل تستوسترون به استرادیول هستند. این سلول‌ها، پپتیدی به نام اینهیبن (مهار کننده) نیز ترشح می‌کنند که ساخت و آزاد شدن FSH در بخش قدامی غدهٔ هیپوفیز را مهار می‌کند.
- تولید هورمون آنتی مولرین

این هورمون که هورمون مهار کنندهٔ مولرین نیز نامیده می‌شود، یک گلیکوپروتئین است که عضوی از خانوادهٔ فاکتور رشد ترانسفورمان بتا است و در دورهٔ تکامل رویانی تحلیل مجاری مولر را در جنین مذکر تحریک می‌کند. تستوسترون موجب نمو ساختمان‌های مشتق از مجاری ولف می‌شود.
- سد خونی-بیضه ای

حضور تعداد کمی از مواد داخل خون در مایع بیضه ای، نشان دهنده وجود یک سد بین خون و محیط داخلی لوله‌های منی ساز است. مویرگ‌های بیضه منفذدار بوده و به مولکول‌های بزرگ اجازه عبور می‌دهند. اسپرماتوگونی‌ها به مواد موجود در خون آزادانه دسترسی دارند. اما اتصالات انسدادی بین سلول‌های سرتولی، یک سد در برابر انتقال مولکول‌های بزرگ در امتداد فضای میان سلول‌های سرتولی ایجاد می‌کنند. بدین ترتیب، مراحل پیشرفته تر اسپرماتوژنز در برابر فراورده‌های موجود در خون محافظت می‌شوند.
- تولید inhibin B

inhibin B تولید FSH توسط هیپوفیز را مهار می‌کند.